# Archidiecezja Wagadugu
Archidiecezja Wagadugu – diecezja rzymskokatolicka w Burkina Faso. Powstała w 1921 jako wikariat apostolski, archidiecezja od 1955 roku.

## Biskupi diecezjalni
- Arcybiskupi metropolici
  - abp Prosper Kontiebo (od 2023)
  - kard. Philippe Ouédraogo 2009 – 2023
  - Abp Jean-Marie Untaani Compaoré 1995 – 2009
  - kard. Paul Zoungrana, M. Afr. 1960 – 1995
  - Abp Émile-Joseph Socquet, M. Afr. 1955 – 1960
- Wikariusze apostolscy
  - Abp Émile-Joseph Socquet, M. Afr. 1949 – 1955
  - Bp Joanny Thévenoud, M. Afr. 1921– 1949